# Hellsystem
Hellsystem, de son vrai nom Giorgio Coniglione (né le 27 novembre 1979 à Palerme), est un producteur de musique et disc jockey italien de mainstream hardcore.

## Biographie

### Débuts
Giorgio Coniglione est né le 27 novembre 1979 à Palerme, en Sicile. En 1994, il fait connaissance avec la techno hardcore, qui lui plaît immédiatement. En 1998, il déménage à Rome, et commence à composer quelques morceaux en amateur, au moyen d'un logiciel très simple, Music, disponible sur la console de jeu PlayStation. 

### Back from Darkness
En 2002, il acquiert ses premiers matériels professionnels, et en fin d'année il envoie ses premières démos au label italien Hardcore Blasters. En 2003, Hardcore Blasters permet à Hellsystem de sortir son premier EP, Beat Motherfucker. L'année suivante, en 2004, il publie son premier album studio, Back from Darkness.
En 2009, après le succès de ses EP Mad Pimp et Set Me Up, tout comme 2012 cosigné avec Predator, Hellsystem rejoint l'agence Most Wanted DJ, comme l'ont déjà fait par le passé des musiciens de renom de la scène techno hardcore, comme Akira, Catscan, DaY-már, Dr. Z-Vago, Dyprax, Javi Boss, Juanma, etc. Le succès aidant, certaines de ses créations apparaissent sur les séries de compilations hardcores, comme Thunderdome, Always Hardcore ou Masters of Hardcore.

### Devil Face

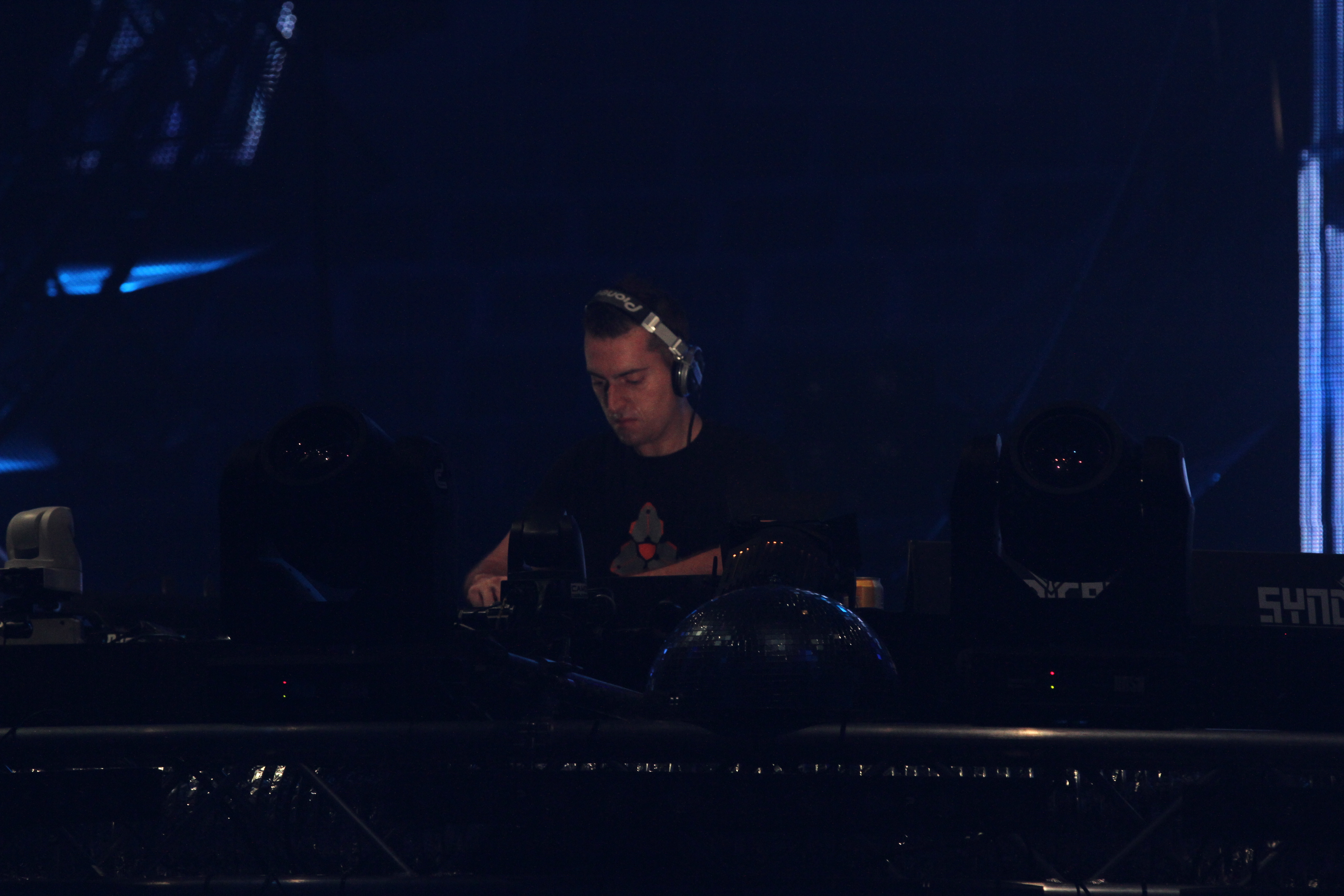
Hellsystem en 2013.

En 2010, The Doctor atteint les premières places du classement des ventes sur le site marchand hardtunes.com, spécialiste des musiques électroniques hardcores. En 2012, c'est à son EP Choose Your Enemy de faire de même. Toujours en 2010, sa renommée grandissante lui permet de jouer lors d'événements importants comme Dominator, Decibel Outdoor, Syndicate, puis au vingtième anniversaire de Mayday et à KaZantip en 2011.
Son deuxième album studio, Devil Face, sorti en 2012, est plutôt bien accueil par la presse spécialisée ; même si les commentateurs de Partyflock concèdent « ne pas avoir vu le visage du diable dans cet album » — façon de dire pour un gabber que l'album n'est pas suffisamment violent — ils lui concèdent une note de 73 sur 100. Dans Devil Face, Hellsystem est plus éclectique ; certains morceaux demeurent d'un mainstream hardcore, mais d'autres ont des sonorités drum 'n' bass, comme Salvation. Il fait participer les néerlandais Angerfist et Tha Playah, l'espagnol Rayden ou le français Tieum.
En 2015, Hellsystem s'associe avec le musicien hardstyle Thyron pour le morceau Forever Death, issu de son album, Lucid Dreams.

## Style musical
Les premières influences musicales de Giorgio Coniglione sont Depeche Mode, Rexanthony et Nostrum. Son premier achat est la compilation 100% Hardcore Warning Compilation. Par la suite, il s'inspire de Ruffneck, DJ Predator, Ophidian et Nosferatu. À partir de 2010, Hellsystem se lance dans des expérimentations stylistiques. En particulier, il sort sur son EP Another World des titres au tempo très élevé, avoisinant les 200 BPM. Il inclut des samples de comédies italiennes, dont Casino Maledetto, Occhio, malocchio, prezzemolo e finocchio et Cazzi Amari, ce qui le rend très populaire parmi le public italien.

## Discographie

### Albums studio
- 2004 : Back from Darkness (Hardcore Blasters)
- 2012 : Devil Face (Hardcore Blasters)

### EP
- 2003 : Beat Motherfucker (Hardcore Blasters)
- 2003 : Hustlers (Hardcore Blasters)
- 2004 : Back from Darkness (Hardcore Blasters)
- 2005 : Liberate me Ex Inferis (Hardcore Blasters)
- 2005 : Dead Motherfucker (Hardcore Blasters)
- 2006 : Made it Quick (Hardcore Blasters)
- 2006 : The Dark is Afraid of Me (Hardcore Blasters)
- 2008 : The Executioner
- 2009 : 2012 (avec DJ Predator) (Hardcore Blasters)
- 2009 : Mad Pimp (Hardcore Blasters)
- 2010 : Something to Fear (avec DJ D)
- 2010 : Another World (Hardcore Blasters)
- 2011 : The Doctor (avec Tieum) (Hardcore Blasters)
- 2012 : Choose your Enemy (Hardcore Blasters)
- 2012 : Devil Face (Hardcore Blasters)
- 2013 : Intervention (Hardcore Blasters)
- 2014 : Disillusion (Hardcore Blasters)
- 2015 : The Mission (Hardcore Blasters)
- 2015 : Buy or Die (Hardcore Blasters)
- 2016 : After the End (Hardcore Blasters)
- 2024 : Metal Warfare (avec Tha Playah) (State of Anarchy)
- 2024 : Inner Fighter (avec Hysta) (Neophyte Records)
- 2024 : Critical Time (Neophyte Records)
- 2024 : Keep Going (Neophyte Records)